# National Geodetic Survey
Der U.S. National Geodetic Survey (NGS) ist eine der US-Regierung unterstellte Organisation der Geodäsie, die für die Landesvermessung innerhalb der USA verantwortlich ist. Sie ist seit 1970 Teil der National Oceanic and Atmospheric Administration (NOAA) und hat ihren Sitz in Silver Spring, Maryland.
Der National Geodetic Survey betreut(e) auch verschiedene Agenden der Forschung, unter anderem auf dem Bereich der Referenzsysteme, der Zeitdienste, der Geoidbestimmung und der Satellitengeodäsie. In den Grundformen der Aufteilung zwischen Bundes- und gliedstaatlichen Agenden bestehen Ähnlichkeiten zum deutschen System (Landesvermessungsämter und BKG), während andere Staaten das Vermessungswesen als Aufgabe der Zentralverwaltung kennen.

## Geschichte
Die Behörde wurde 1807 von Thomas Jefferson als Survey of the Coast gegründet mit der Aufgabe, die Küsten zu vermessen und Seekarten zu erstellen. 1878 erfolgte die Umbenennung in U.S. Coast and Geodetic Survey (USC&GS). Ein bekanntgewordener Mitarbeiter war bis 1891 während 30 Jahren der Philosoph Charles Sanders Peirce. 1970 wurde die National Oceanic and Atmospheric Administration (NOAA) gegründet, die als Abteilung das National Ocean Service (NOS) besitzt, worin das U.S. Coast and Geodetic Survey als National Geodetic Survey eingegliedert wurde.

## Erdbebenforschung
Das Earthquake Engineering Research Institute (deutsch Forschungsinstitut für Erdbebensicheres Bauen, EERI) mit Sitz in Kalifornien entwickelte sich aus einer Abteilung der Organisation USC&GS. Deren Anfänge lagen im Jahr 1948. EERI erforscht die Grundlagen für die Gestaltung von Strukturen, die einem Erdbeben standhalten, und veröffentlicht regelmäßig Feldstudien über Erdbeben, die sich weltweit ereigneten.